# 日高報知新聞
日高報知新聞（ひだかほうちしんぶん）は、北海道浦河郡浦河町を中心に日高地方全域を対象地域とする日刊地域紙。2018年時点の公称部数は約5,000部。

## 概要
1952年4月1日創刊。初代社長は三上房吉であった。日高郡新ひだか町静内山手町（旧・静内町）に静内支社を設けている。
2012年には、室蘭市の『室蘭民報』と業務提携し、ニュースの交換を始めた。
2018年9月6日未明に北海道胆振東部地震が発生した際には、停電のため翌9月7日付けの新聞が発行できない状態に陥ったが、7日には町内の印刷業者の協力を得てA3判2ページの特別紙面を発行し、1日だけの休刊で事態を乗り切った。

## 競馬との関係
日高報知新聞社がスポンサーとなっている「日高報知新聞特別」は、地方競馬であるホッカイドウ競馬が例年秋に門別競馬場で開催するレースのひとつである。